# Robert de Joinville
Robert de Joinville († vermutlich im Juni 1205 in Apulien) war ein französischer Ritter zu Beginn des 13. Jahrhunderts. Er stammte aus der Champagne und war ein jüngerer Sohn des Herren Gottfried IV. von Joinville.
Anlässlich eines durch Graf Theobald III. von Champagne 1199 ausgerichteten Turniers in Écry-sur-Aisne, auf dem der Wanderprediger Fulko von Neuilly eine mitreißende Ansprache zu dem ein Jahr zuvor durch Papst Innozenz III. ausgerufenen vierten Kreuzzug hielt, entschloss sich Robert gemeinsam mit seinem älteren Bruder Gottfried V. das Kreuz zu nehmen. Ein Jahr später aber heiratete Roberts Verwandter, Graf Walter III. von Brienne, eine Tochter des Königs Tankred von Sizilien und wurde von Papst Innozenz III. dazu aufgerufen nach Unteritalien zu kommen, um dort die Herrschaft der deutschen Regenten des Kindkönigs Friedrich zu beenden. Ebenso wie Graf Walter, der ebenfalls das Kreuz genommen hatte, gab Robert seine Teilnahme am Kreuzzug auf und zog mit nach Italien. Unterwegs begegneten sie im Mont Cenis den Marschall Gottfried von Villehardouin auf seiner Rückreise von Venedig, wo er für den Kreuzzug eine Überfahrt in das heilige Land ausgehandelt hatte.
Robert kämpfte danach bei Agnella 1201 und Terracina 1204 gegen Diepold von Schweinspeunt und fiel vermutlich im Juni 1205 bei Sarno, wo Walter von Brienne in die Gefangenschaft der Deutschen geriet und drei Tage später selbst verstarb.